# Rödhalsad vidafink
Rödhalsad vidafink (Euplectes ardens) är en fågel i familjen vävare inom ordningen tättingar.

## Utbredning och systematik
Fågeln förekommer från Sierra Leone till Uganda, sydvästra Sudan, Tanzania och Sydafrika. Tidigare inkluderades rödhuvad vidafink (E. laticauda) i arten, men urskildes 2016 som egen art av BirdLife International, 2022 av tongivande eBird/Clements och 2023 av International Ornithological Congress.

## Status
IUCN kategoriserar arten som livskraftig.